# Gesamtanlage Altstadt Leutkirch

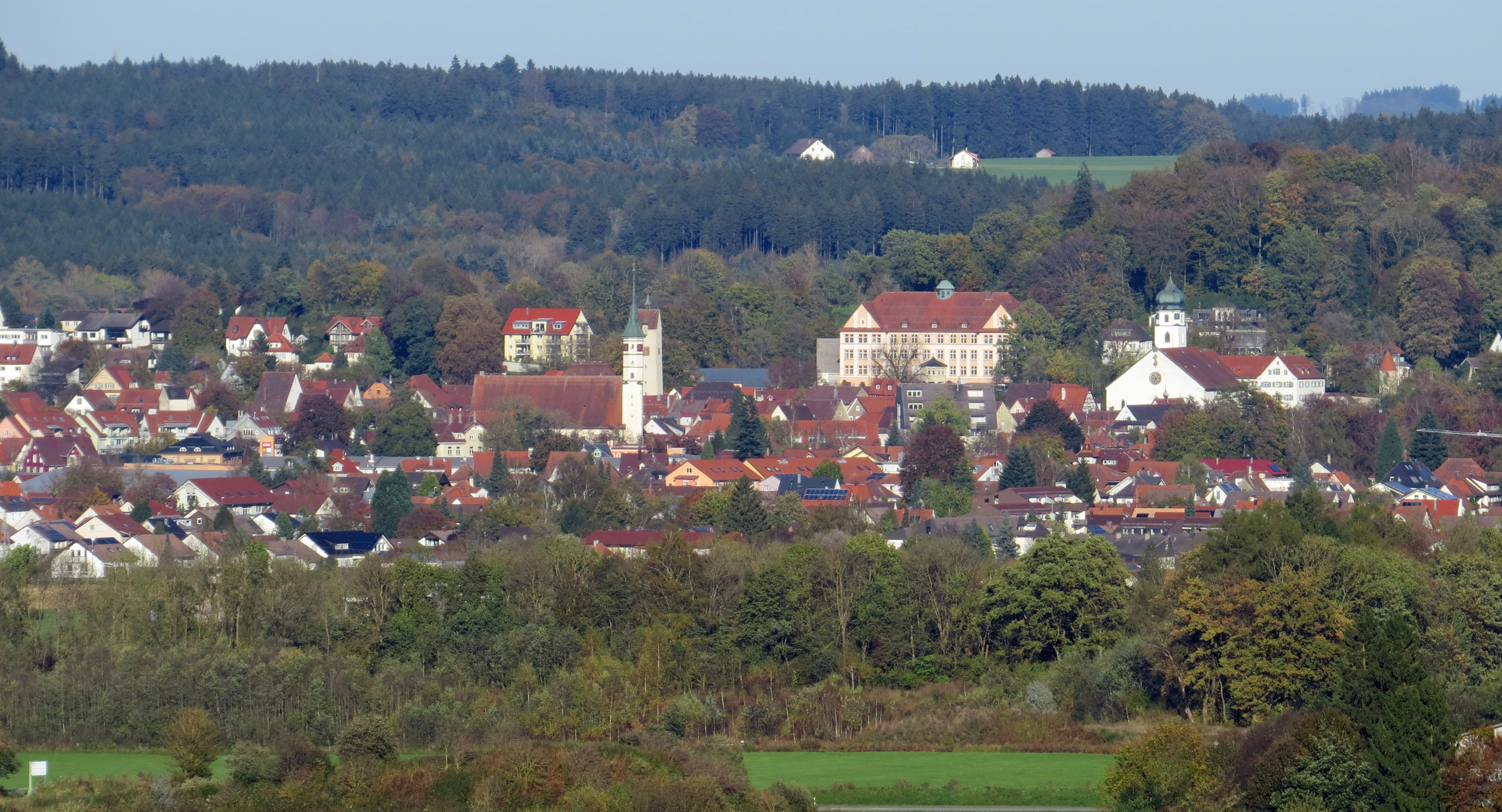
Altstadt Leutkirch von Westen

Die Gesamtanlage Altstadt Leutkirch ist ein denkmalgeschütztes Ensemble in Leutkirch im Allgäu im Landkreis Ravensburg in Baden-Württemberg. Geschützt ist seit 1982 der weitgehend bewahrte mittelalterliche Stadtgrundriss.

## Allgemeines
Gesamtanlagen schützen gemäß § 19 Denkmalschutzgesetz Baden-Württemberg Straßen-, Platz- und Ortsbilder, an deren Erhaltung aus wissenschaftlichen, künstlerischen oder heimatgeschichtlichen Gründen ein besonderes öffentliches Interesse besteht. Geschützt ist das überlieferte Erscheinungsbild der Gesamtanlage mit seinen Bestandteilen und Merkmalen. Neben Bauwerken zählen dazu auch Straßen- und Platzräume oder Grün- und Freiflächen. Schützenswert können außerdem die topographische Lage, der Ortsgrundriss oder eine Stadtsilhouette sein. Der Gesamtanlagenschutz umfasst bei Gebäuden nur die von außen sichtbaren Teile; bei Kulturdenkmalen innerhalb der Gesamtanlage, die zusätzlich nach anderen Bestimmungen des Gesetzes geschützt sind, ist darüber hinaus auch das Innere Gegenstand des Denkmalschutzes.

## Beschreibung
Leutkirch mit seinem weitgehend bewahrten mittelalterlichen Stadtgrundriss und dem vielfach in das 15. bis 17. Jahrhundert zurückreichenden historischen Gebäudebestand bietet bis heute das Bild einer kleinen oberschwäbischen Reichsstadt, die geprägt wurde sowohl von der Lage an der wichtigen Handelsstraße Lindau–Augsburg als auch von ihrem großen ländlichen Einzugsbereich. Noch immer bestimmen die Türme der beiden Pfarrkirchen und der Bockturm die Silhouette der Stadt, während ihre innere Struktur vom nebeneinander von repräsentativer Bebauung und stattlichen Gast- und Bürgerhäusern an der zentralen Achse der Marktstraße und im südöstlich gelegenen „geistlichen Viertel“ sowie von schlichterer, kleinteiligerer Bebauung im westlichen Handwerkerviertel geprägt wird. Aufgrund dieser Bedeutung ist die Altstadt von Leutkirch eine Gesamtanlage gemäß § 19 Denkmalschutzgesetz (DSchG).
Teile der Gesamtanlage Altstadt Leutkirch:

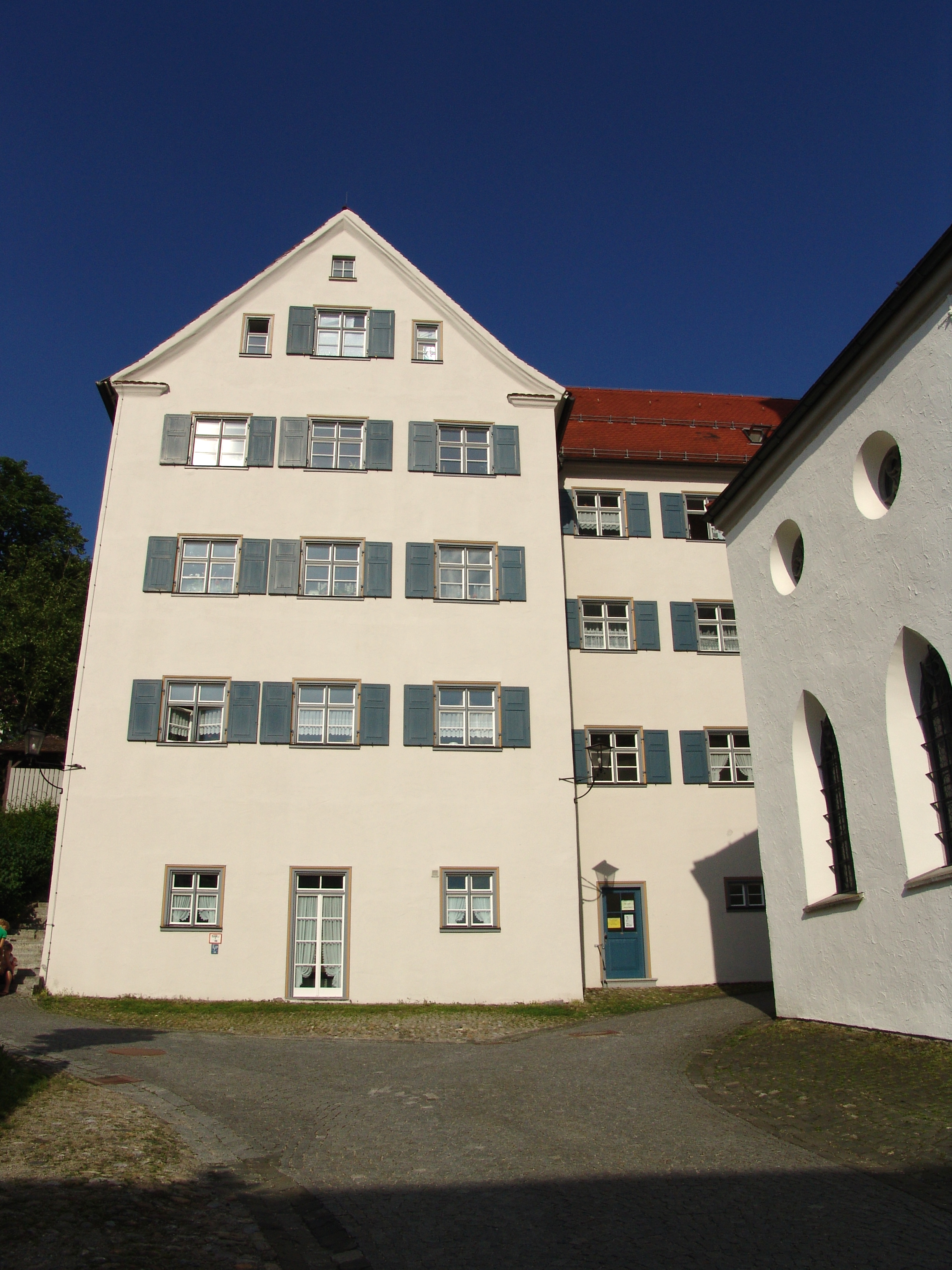
Franziskanerinnenkloster
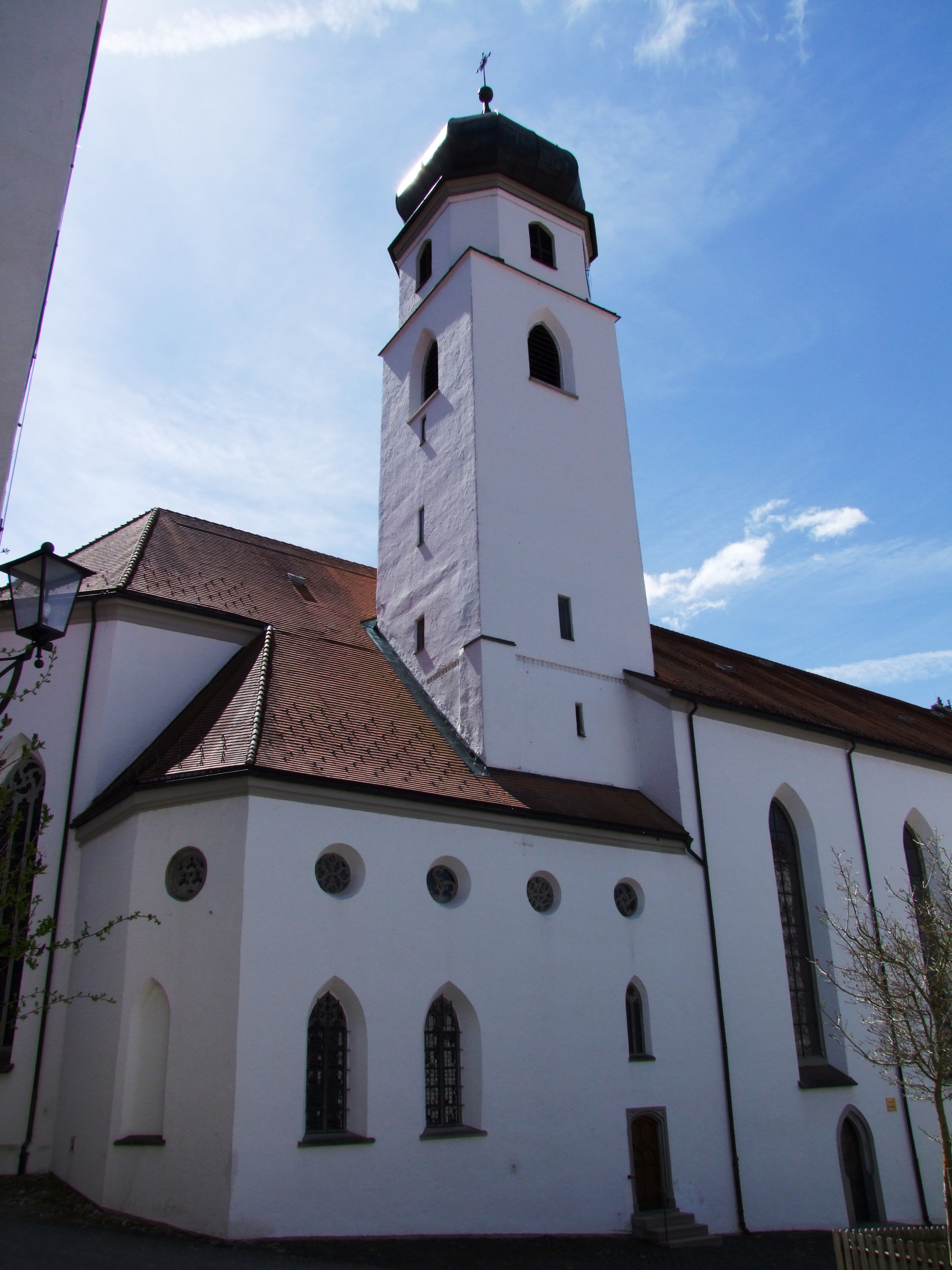
Pfarrkirche St. Martin
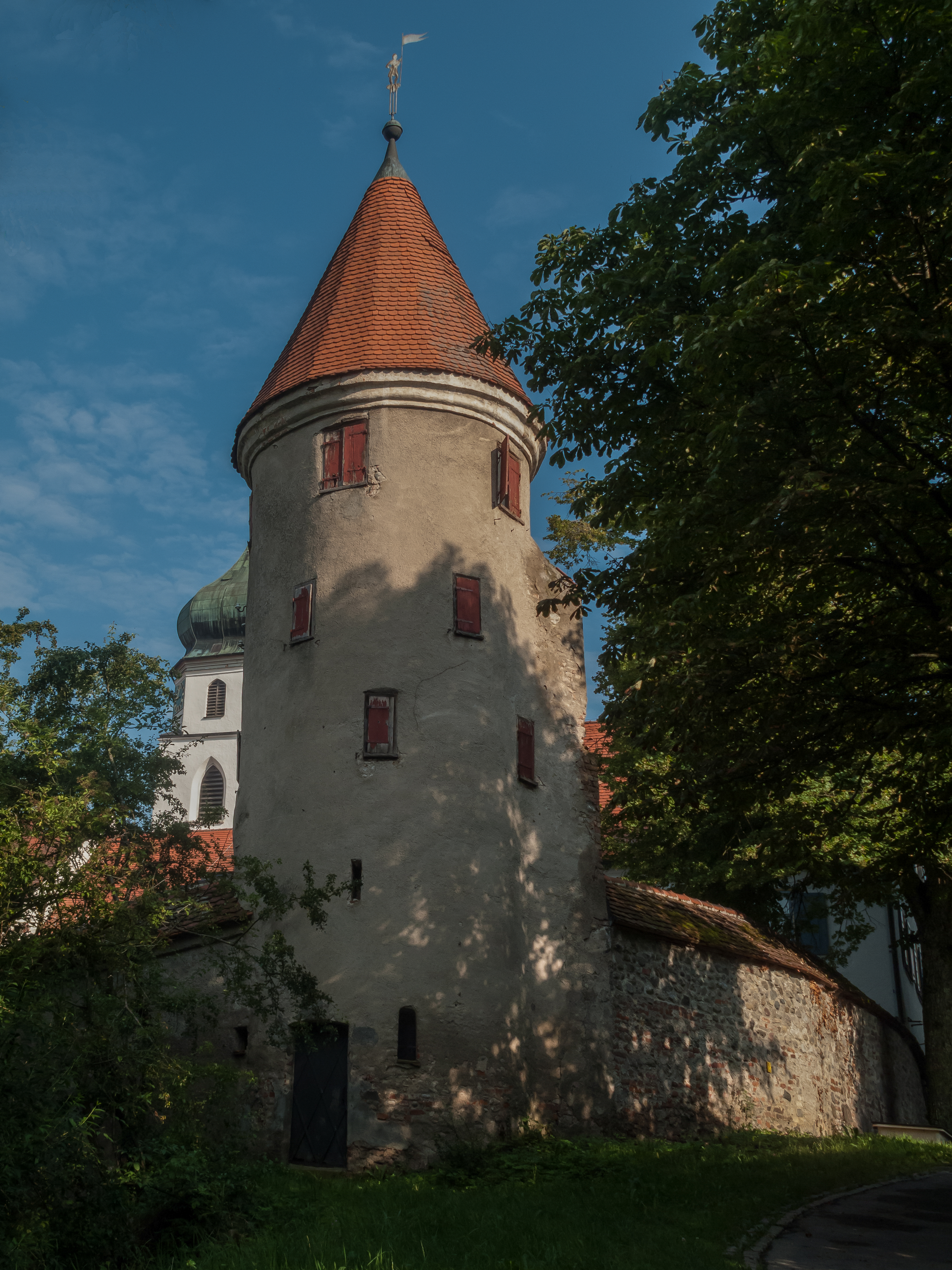
Pulverturm